# Comissão Eleitoral (Estados Unidos)

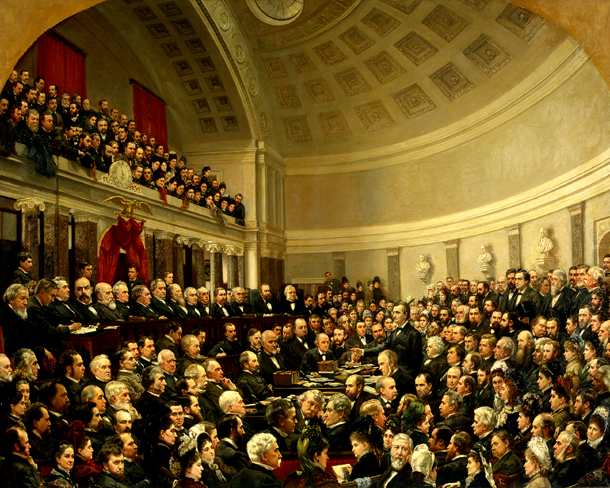
A Comissão Eleitoral foi uma comissão que resolveu a disputada eleição presidencial de 1876.

A Comissão Eleitoral foi um órgão temporário criado pelo Congresso dos Estados Unidos para resolver a disputada eleição presidencial de 1876. A eleição foi contestada pela chapa democrata, formada por Samuel J. Tilden e Thomas A. Hendricks, e pela chapa republicana, formada por Rutherford B. Hayes e William A. Wheeler. Vinte votos do Colégio Eleitoral, dos estados da Flórida, Louisiana, Oregon e Carolina do Sul, estavam em disputa; a resolução destas disputas determinaria o resultado da eleição.
A Comissão consistiu em quinze membros: cinco representantes, cinco senadores, e cinco juízes da Suprema Corte. Oito membros eram republicanos; sete eram democratas. A Comissão atribuiu os vinte votos disputados para Hayes, garantindo assim a sua vitória no Colégio Eleitoral por uma margem de 185–184.

## A eleição de 1876
A eleição presidencial foi realizada em 7 de novembro de 1876. Tilden venceu em Nova Iorque, seu estado natal, e na maior parte do Sul, enquanto Hayes venceu em estados da Nova Inglaterra, do Centro-Oeste, e do Oeste. Relatos iniciais sugeriram que Tilden tinha ganhado a eleição; muitos grandes jornais prematuramente relataram em suas edições matinais uma vitória democrata. No entanto, vários outros jornais foram mais cautelosos; por exemplo, a manchete do The New York Times dizia: "Os Resultados Ainda Incertos." Os relatórios de vários estados foram contaminados por alegações de fraude eleitoral; os dois lados acusaram que as urnas tinham sido recheadas de votos, que as cédulas tinham sido alteradas, e que os eleitores tinham sidos intimidados.
Na Louisiana, contagens não oficiais indicavam que Tilden havia ganhado no estado por mais de 6 000 votos. No entanto, o conselho controlado pelos republicanos descartou os votos de diversas áreas, citando fraude e intimidação de eleitores; ao todo, mais de 15 000 votos, dos quais mais de 13 000 foram para Tilden, foram descontados. Como resultado, Hayes ganhou os oito votos eleitorais da Louisiana, enquanto o candidato republicano ganhou a eleição para governador. Em resposta, o Partido Democrata instituiu um governo rival administrado por Francis T. Nicholls, que foi oficialmente reconhecido em março de 1877. Esta administração rival, por sua vez, certificou que Tilden tinha ganhado a eleição no Estado.
Um cenário quase idêntico ocorreu na Carolina do Sul, onde os relatórios iniciais sugeriram que Hayes havia vencido a eleição presidencial, enquanto o Partido Democrata havia triunfado na disputa para governador. Como na Louisiana, o conselho controlado pelos republicanos descontaram vários votos, garantindo a eleição de um governador e legislativo republicano. O Partido Democrata organizou um governo estadual rival, sob a liderança de Wade Hampton III. O governo de Hampton declarou Tilden o vencedor na eleição presidencial no Estado.
Problemas semelhantes surgiram na Flórida. A contagem inicial mostrou Hayes à frente por 43 votos, mas depois que uma correção foi feita, Tilden chegou a uma vantagem de 94 votos. Posteriormente, o conselho anulou inúmeras cédulas, declarando Hayes como o vencedor por quase 1 000 votos. O conselho também declarou que o candidato republicano havia vencido a eleição para governador; no entanto, a Suprema Corte da Flórida concedeu a vitória ao democrata George Franklin Drew. Drew anunciou então que Tilden, e não Hayes, havia ganhado na Flórida.
Outras complicações surgiram em Oregon. Embora ambos os lados reconheceram que Hayes tinha ganhado no estado, os partidários de Tilden questionaram a elegibilidade constitucional de John W. Watts, um dos grandes eleitores de Hayes. A Constituição prevê que "nenhuma pessoa que exerça um cargo de confiança ou de rendimento nos Estados Unidos poderá ser nomeada um grande eleitor." Watts foi um postmaster; no entanto, ele renunciou ao cargo uma semana depois da eleição, muito antes da reunião prevista para o Colégio Eleitoral. Não obstante, o governador democrata do estado, Lafayette Grover, removeu Watts como eleitor, substituindo-o por C. A. Cronin (um apoiador de Tilden).
Em 6 de dezembro de 1876, os grandes eleitores encontraram-se nas capitais para votar.
Tilden venceu em votos populares por mais de 250 000 votos, mas ele não teve uma clara maioria no Colégio Eleitoral. Ele recebeu 184 votos não contestados no Colégio Eleitoral, enquanto Hayes recebeu 165, com ambos os lados reivindicando os restantes vinte votos (4 da Flórida, 8 da Louisiana, 7 da Carolina do Sul, e 1 do Oregon). Um total de 185 votos constituiria uma maioria no Colégio Eleitoral; portanto, Tilden necessitava apenas um dos votos disputados, enquanto Hayes precisava de todos os vinte.

## Lei da Comissão Eleitoral

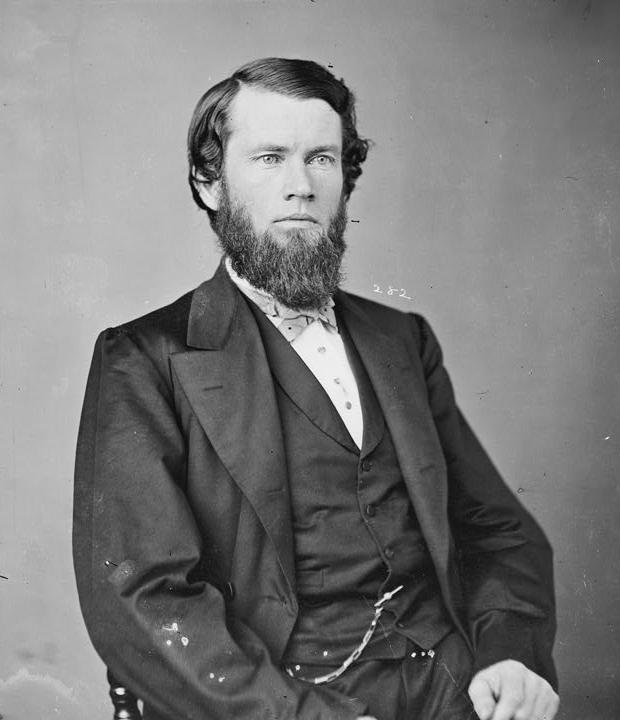
Vários apoiantes de Hayes defendiam que Thomas W. Ferry, então presidente pro tempore do Senado, deveria determinar quais certificados seriam validados.

A disputa eleitoral deu origem a uma crise constitucional. Muitos democratas que acreditavam que tinham sido enganados ameaçaram: "Tilden ou Sangue!" O congressista Henry Watterson do Kentucky declarou que um exército de 100 000 homens foi preparado para marchar a Washington, D.C. se fosse negada a presidência a Tilden. Como a Constituição não indica explicitamente como as disputas do Colégio Eleitoral devem ser resolvidas, o Congresso foi forçado a considerar outros métodos para resolver a crise. Muitos democratas argumentavam que o Congresso deveria determinar quais os certificados deveriam valer. No entanto, as chances de que este método resultasse em um acordo harmonioso eram pequenas, uma vez que os democratas controlavam a Câmara dos Representantes e os republicanos o Senado. Por outro lado, vários apoiantes de Hayes argumentavam que presidente pro tempore do Senado tinha a autoridade para determinar quais certificados iriam valer, uma vez que ele foi o responsável por presidir a sessão do Congresso em que os votos eleitorais foram computados. Como o cargo de presidente pro tempore era ocupado por um republicano, o senador Thomas W. Ferry do Michigan, este método teria favorecido Hayes. Outros ainda propuseram que a questão deveria ser resolvida pela Suprema Corte.
No final de dezembro, cada casa criou uma comissão especial encarregada de desenvolver um mecanismo para resolver a questão. Os comitês finalmente se decidiram a criar uma Comissão Eleitoral. Muitos republicanos se opuseram à ideia, insistindo que o presidente pro tempore deveria resolver as disputas sozinho. Rutherford Hayes denunciou que a lei era inconstitucional. No entanto, um número suficiente de republicanos se juntaram aos democratas para garantir a aprovação da legislação. Em 25 de janeiro de 1877, o Senado votou a favor da lei da Comissão Eleitoral por 47–17; a Câmara seguiu o exemplo no dia seguinte, aprovando a lei por 191–86. Em 29 de janeiro, o presidente Ulysses S. Grant assinou o projeto de lei.
Segundo a nova legislação, a Comissão Eleitoral seria composta de quinze membros: cinco representantes escolhidos pela Câmara, cinco senadores escolhidos pelo Senado, quatro juízes da Suprema Corte nomeados na lei, e um quinto juiz da Suprema Corte selecionado pelos outros quatro juízes. O juiz sênior deveria servir como Presidente da Comissão. Sempre que dois certificados eleitorais diferentes chegavam dos estados, a Comissão tinha a competência para determinar qual certificado estava correto. As decisões da Comissão só poderiam ser revogadas por ambas as casas do Congresso.

## Composição da Comissão

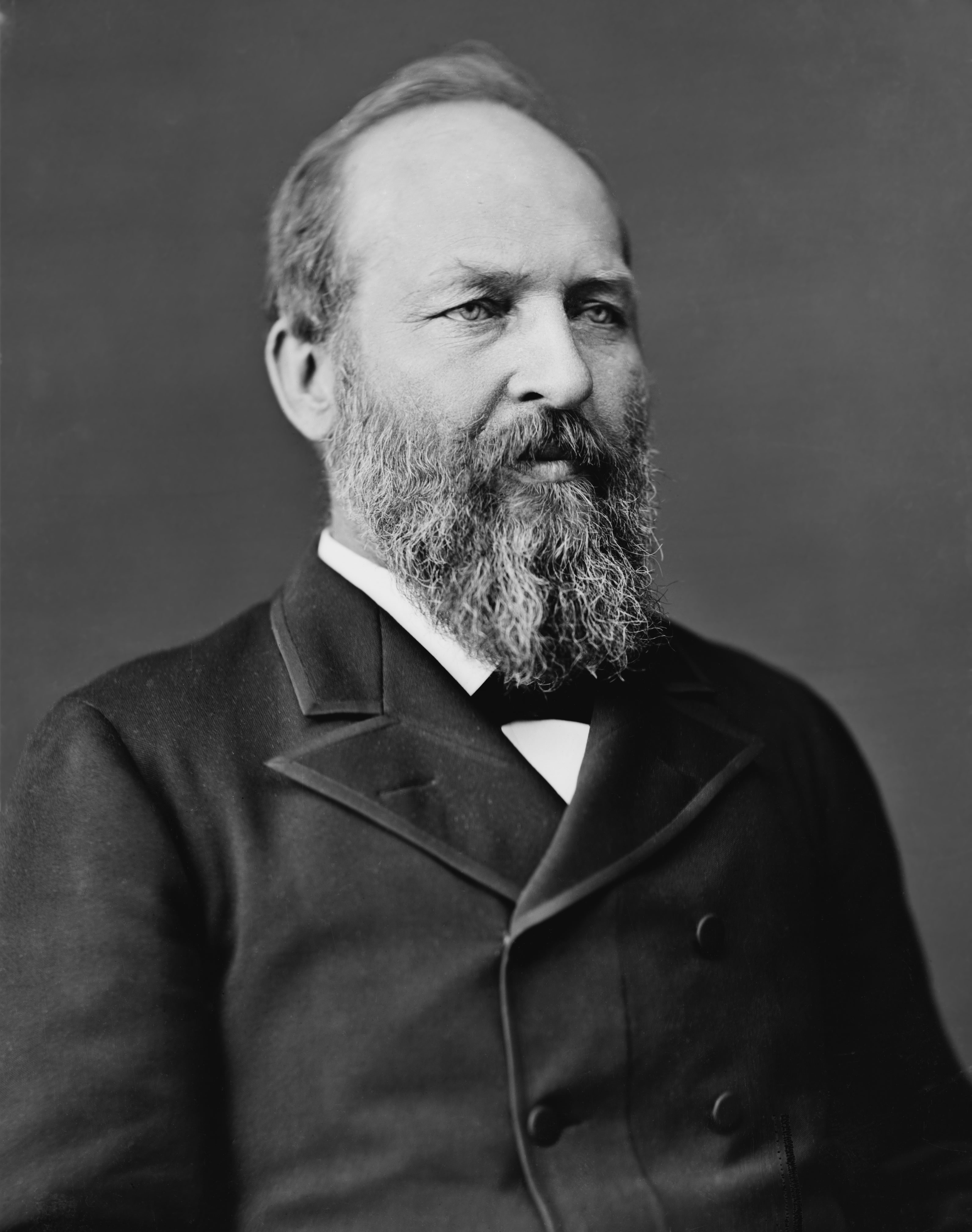
James A. Garfield, então representante, foi membro da Comissão. Mais tarde ele tornou-se o vigésimo presidente dos Estados Unidos, sucedendo Rutherford B. Hayes.

Originalmente, estava previsto que a Comissão seria composta por sete Democratas, sete Republicanos e um independente. O juiz David Davis, que foi amplamente considerado como um político independente, era para ser o quinto juiz da Suprema Corte a fazer parte da Comissão. De acordo com um historiador, "ninguém, talvez nem mesmo o próprio Davis, sabia qual candidato presidencial que preferia". Assim que a lei para a criação da Comissão Eleitoral estava sendo aprovada pelo Congresso, Davis foi eleito senador pelo Illinois. Em vez de ficar na Suprema Corte para poder servir na Comissão, ele prontamente renunciou ao cargo de juiz para assumir seu assento no Senado.
Sem membros independentes da Suprema Corte, a vaga aberta por Davis foi dada ao juiz Joseph Philo Bradley, um Republicano. Como resultado, o Partido Republicano teve a maioria dos membros da Comissão. Bradley poderia, em todos os casos, votar com seus colegas Republicanos para dar os votos eleitorais em disputa para Hayes.
A composição da Comissão foi a seguinte:
| Membro                                   | Proveniência  | Partido     |
| ---------------------------------------- | ------------- | ----------- |
| Thomas F. Bayard (Delaware)              | Senado        | Democrata   |
| Allen G. Thurman (Ohio)                  | Senado        | Democrata   |
| George F. Edmunds (Vermont)              | Senado        | Republicano |
| Frederick T. Frelinghuysen (Nova Jersey) | Senado        | Republicano |
| Oliver Hazard Perry Morton (Indiana)     | Senado        | Republicano |
| Josiah Gardner Abbott (Massachusetts)    | Câmara        | Democrata   |
| Eppa Hunton (Virgínia)                   | Câmara        | Democrata   |
| Henry B. Payne (Ohio)                    | Câmara        | Democrata   |
| James A. Garfield (Ohio)                 | Câmara        | Republicano |
| George Frisbie Hoar (Massachusetts)      | Câmara        | Republicano |
| Nathan Clifford* (Maine)                 | Suprema Corte | Democrata   |
| Stephen Johnson Field (Califórnia)       | Suprema Corte | Democrata   |
| Joseph Philo Bradley (Nova Jersey)       | Suprema Corte | Republicano |
| Samuel Freeman Miller (Iowa)             | Suprema Corte | Republicano |
| William Strong (Pensilvânia)             | Suprema Corte | Republicano |
| * Presidente da Comissão Eleitoral       |               |             |

## Consequências

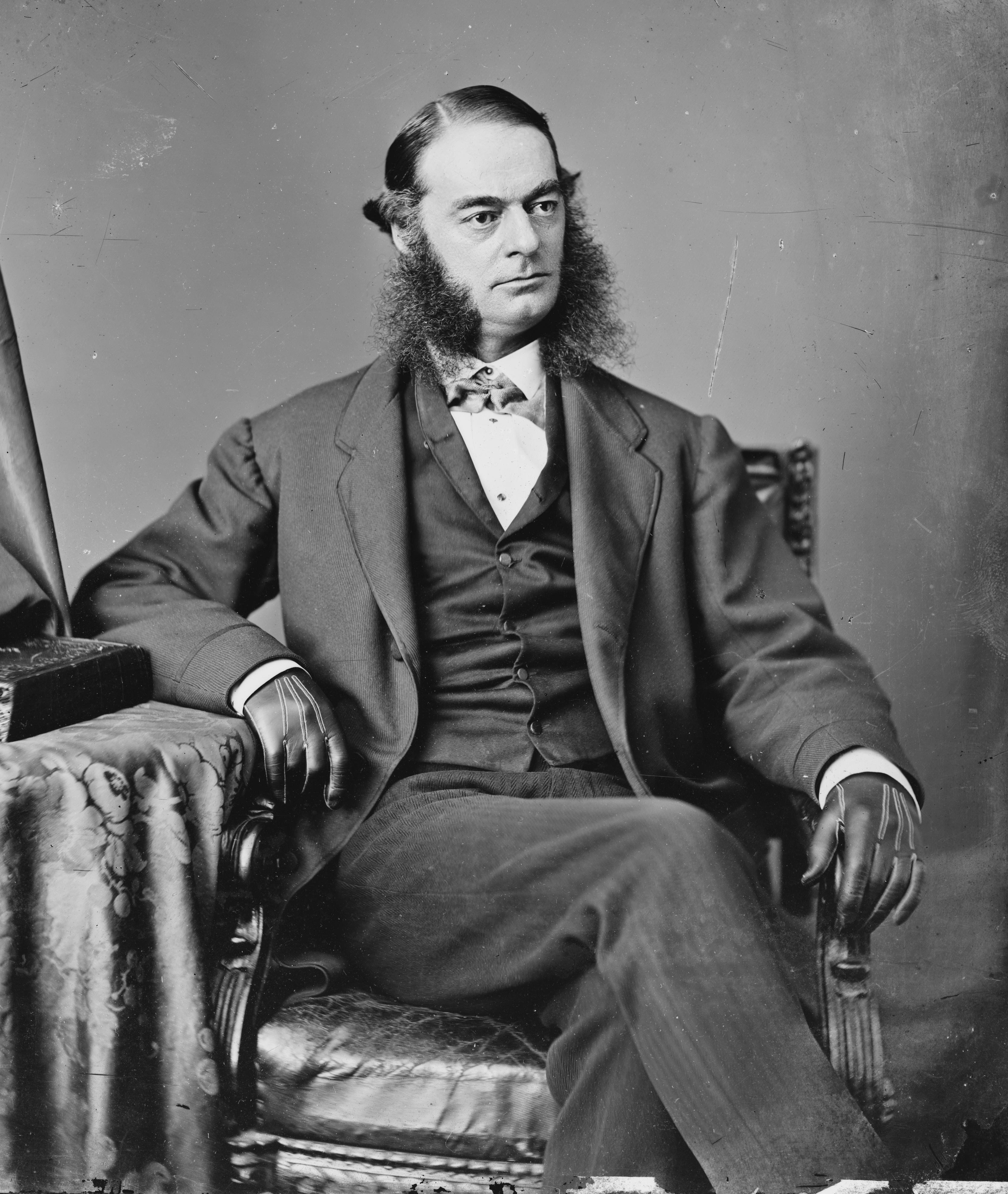
Clarkson Potter foi o presidente de uma comissão especial criada para investigar as supostas fraudes eleitorais ocorridas na eleição de 1876.

Muitos apoiantes de Tilden acreditavam que ele tinha sido enganado quanto a vitória. Hayes foi diversas vezes apelidado de "Rutherfraude", "Sua Fraudulência", e outros apelidos. Em 3 de março, a Câmara dos Representantes foi tão longe ao ponto de aprovar uma resolução declarando a sua opinião de que Tilden tinha sido "devidamente eleito Presidente dos Estados Unidos." No entanto, Hayes foi pacificamente empossado como presidente em 5 de março de 1877. Muitos historiadores se queixam de que, depois de tomar posse, Hayes recompensou com cargos federais aqueles que o ajudaram a vencer a disputa eleitoral. Mais notavelmente, um dos advogados que o defendeu na Comissão Eleitoral, William M. Evarts, foi nomeado Secretário de Estado. Outro advogado, Stanley Matthews, foi nomeado para a Suprema Corte.
Em maio de 1878, a Câmara dos Representantes criou uma comissão especial encarregada de investigar as alegações de fraude na eleição de 1876. A comissão, composta por onze membros, foi presidida por Clarkson Nott Potter, um congressista democrata de Nova Iorque. O comitê, no entanto, não conseguiu descobrir qualquer evidência de má conduta do presidente. Aproximadamente ao mesmo tempo, o New York Tribune publicou uma série de telegramas codificados que agentes do Partido Democrata tinham enviado durante as semanas pós a eleição. Estes telegramas revelaram tentativas de subornar autoridades eleitorais nos estados com resultados contestados. Apesar das tentativas de implicá-lo no escândalo, Samuel J. Tilden foi declarado inocente pelo Comitê de Potter.
Para evitar a repetição dos problemas ocorridos em 1876, o Congresso aprovou em 1887 a Lei de Contagem Eleitoral. Nos termos desta lei, a determinação de um estado onde há disputas eleitorais é conclusivo na maioria das circunstâncias. O presidente do Senado abre os certificados eleitorais, na presença de ambas as casas. Se o mesmo estado envia vários certificados ao Congresso, então qualquer relatório certificado pelo executivo do estado é contado, a menos que ambas as casas do Congresso decidam o contrário. A interpretação desta lei foi objeto de controvérsias durante o caso Bush v. Gore, relativo à eleição presidencial de 2000.